# دی‌کوپر کلرید تری‌هیدروکسید
دی‌کوپر کلرید تری‌هیدروکسید (به انگلیسی: Dicopper chloride trihydroxide) با فرمول شیمیایی Cu۲(OH)۳Cl یک ترکیب شیمیایی است. که جرم مولی آن ۲۱۳٫۵۶ g/mol می‌باشد. شکل ظاهری این ترکیب، مایع شفاف بی‌رنگ است.